# Mörtevatten (Ucklums socken, Bohuslän, 644948-127754)
Mörtevatten är en sjö i Stenungsunds kommun i Bohuslän och ingår i Göta älv-Bäveåns kustområde. Sjön är 8,5 meter djup, har en yta på 0,037 kvadratkilometer och befinner sig 118 meter över havet.